# Église réformée néerlandaise (Afrique du Sud)
Pour les autres significations, voir Église réformée néerlandaise.

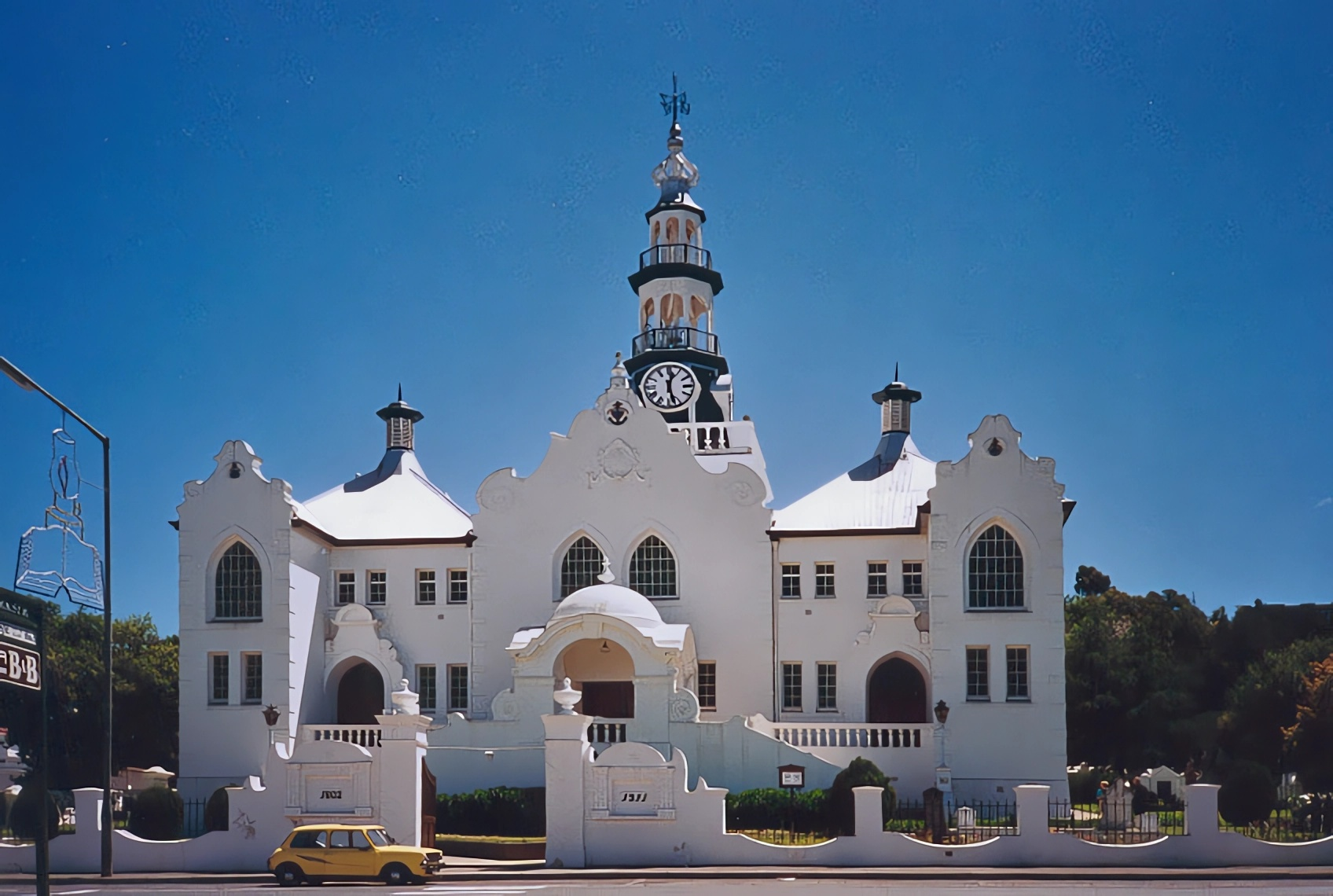
L'église réformée néerlandaise de Swellendam.

 (avril 2023).
L'Église réformée néerlandaise ((af) : Nederduitse Gereformeerde Kerk, NGK) est une Église réformée en Afrique du Sud. Elle tient son origine des colons néerlandais qui fondèrent la Colonie du Cap au XVIIe siècle qui formèrent un premier consistoire en 1665. Après avoir longtemps été une mission de l'Église réformée néerlandaise, elle prend son autonomie au moment de l'occupation britannique de la Colonie du Cap, mais se trouve confrontée à des schismes à cause de la méfiance qu'elle suscite chez les Afrikaners qui participent au Grand Trek et créent alors d'autres Églises. Aujourd'hui elle est membre de la Communion mondiale d'Églises réformées et est présente en Afrique du Sud et dans d'autres pays d'Afrique australe.
En 2007, La Nederduits Gereformeerde Kerk représente 14 % de la population dont 40 % des blancs.

## Historique

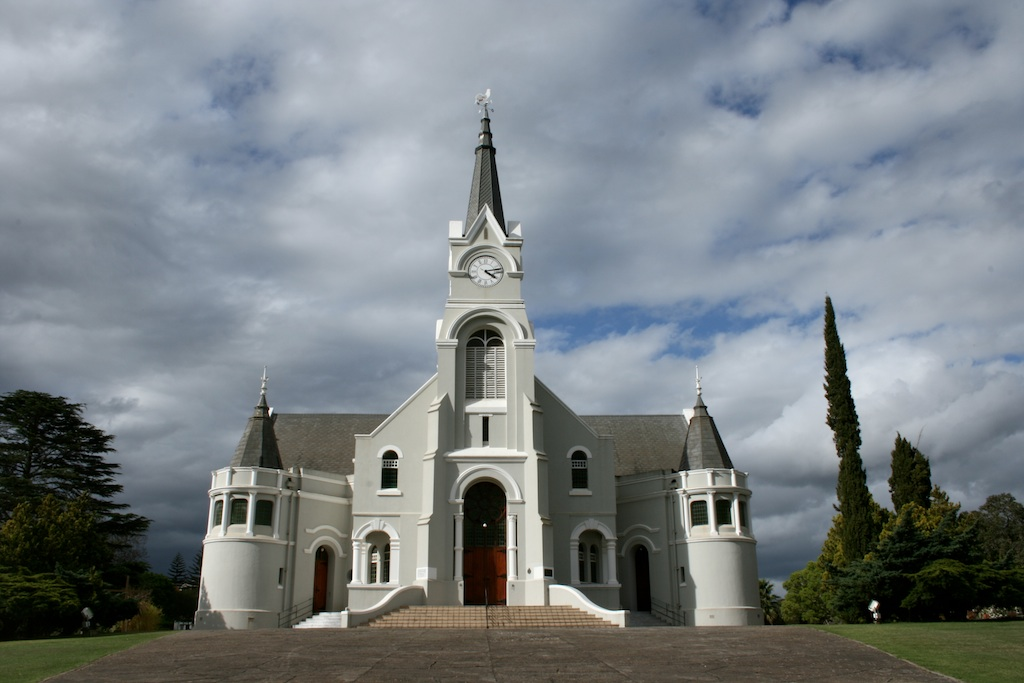
Église réformée néerlandaise de Heidelberg (Cap-Occidental)

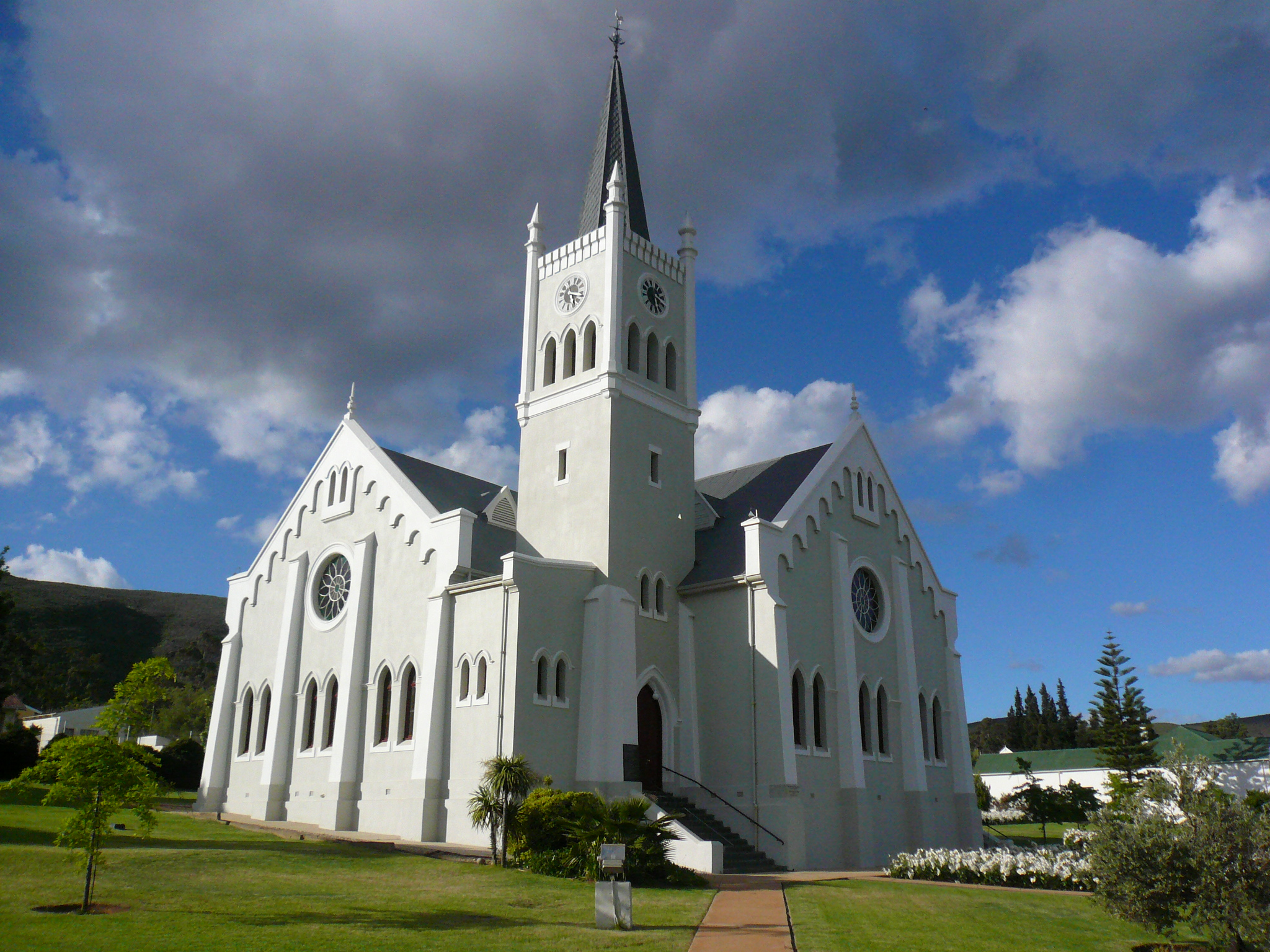
Église réformée néerlandaise de Barrydale (Cap-Occidental)

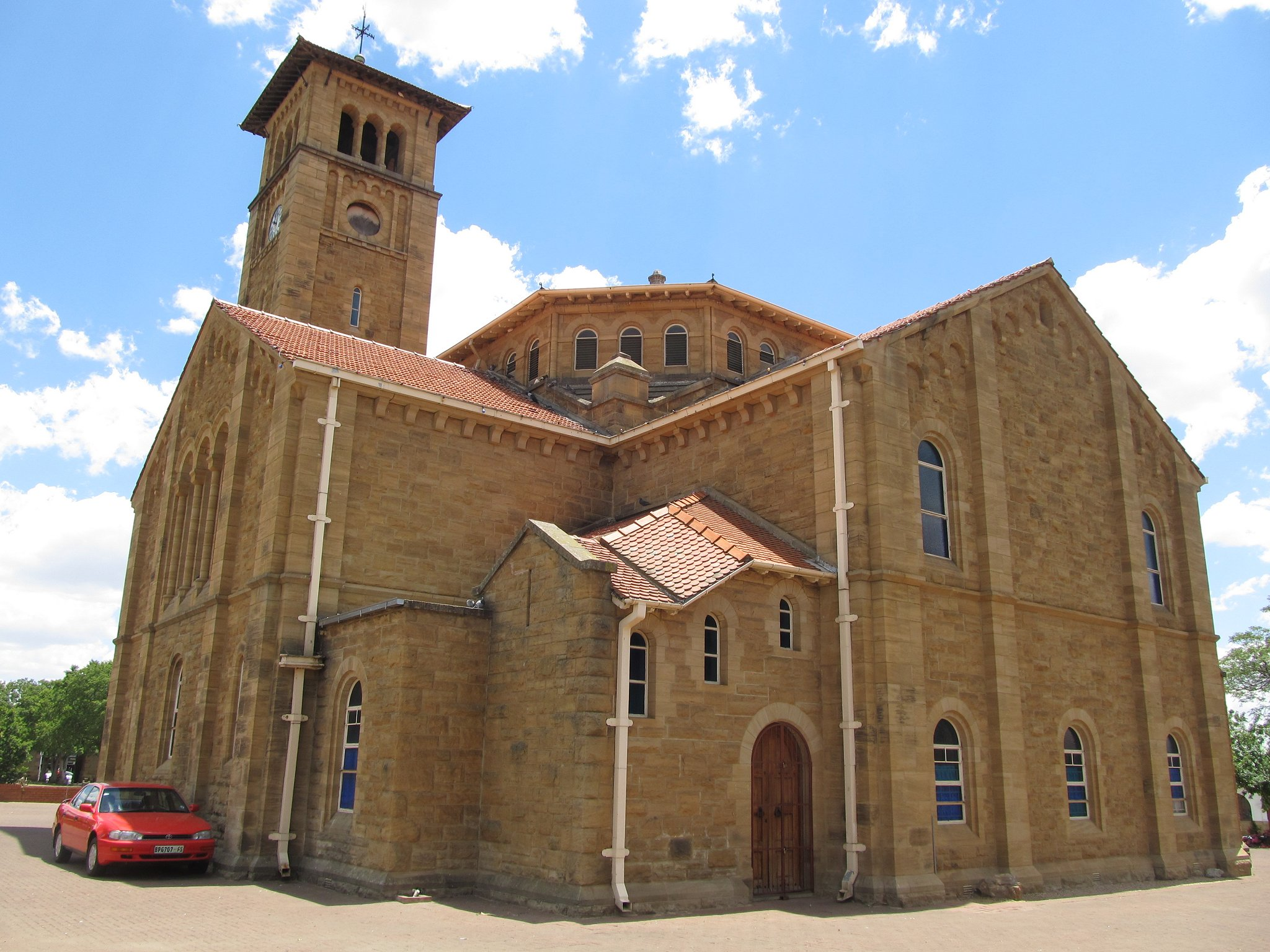
Église réformée néerlandaise de Bethlehem (État libre d'Orange)

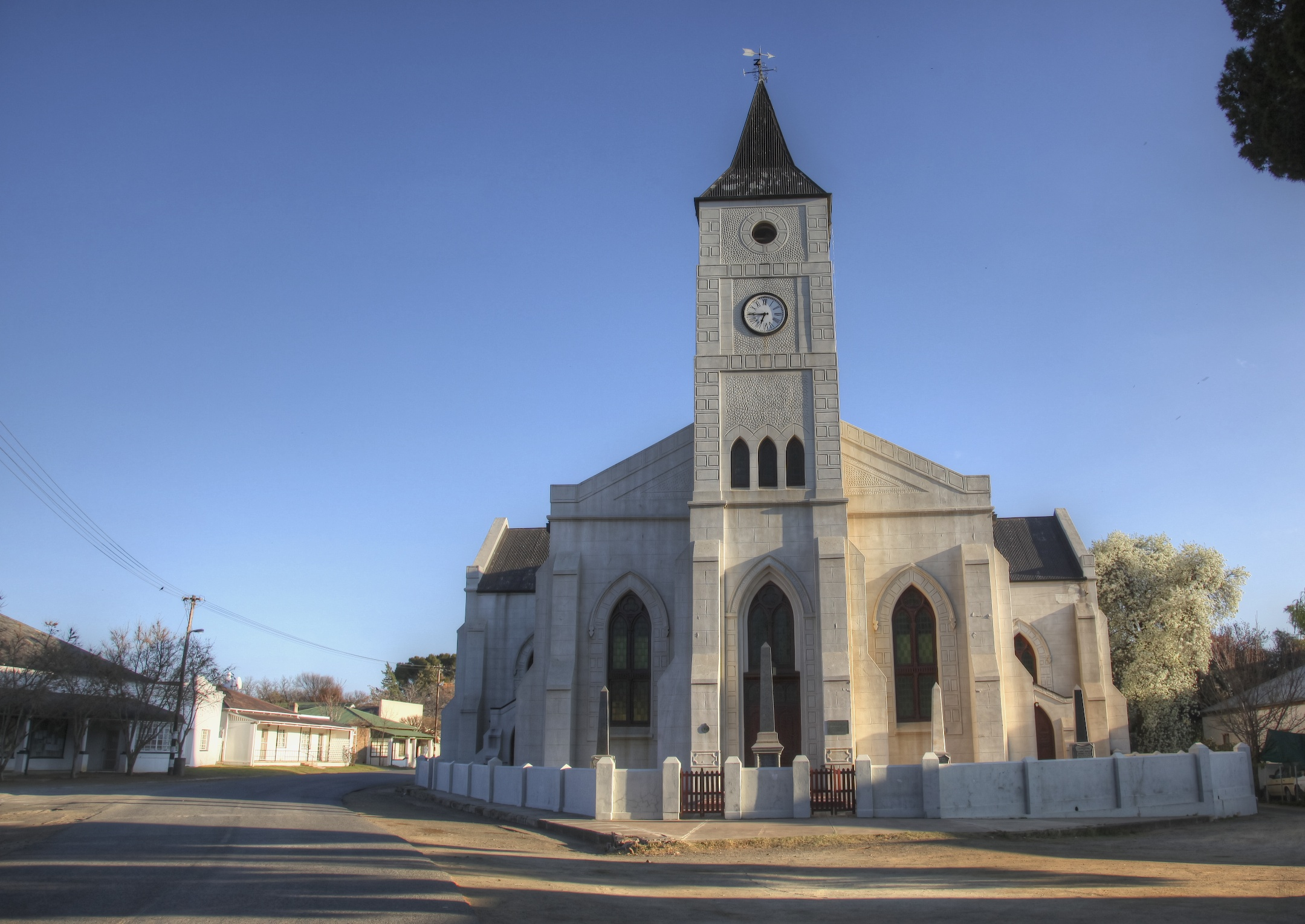
Église réformée néerlandaise de Philippolis (État libre d'Orange)

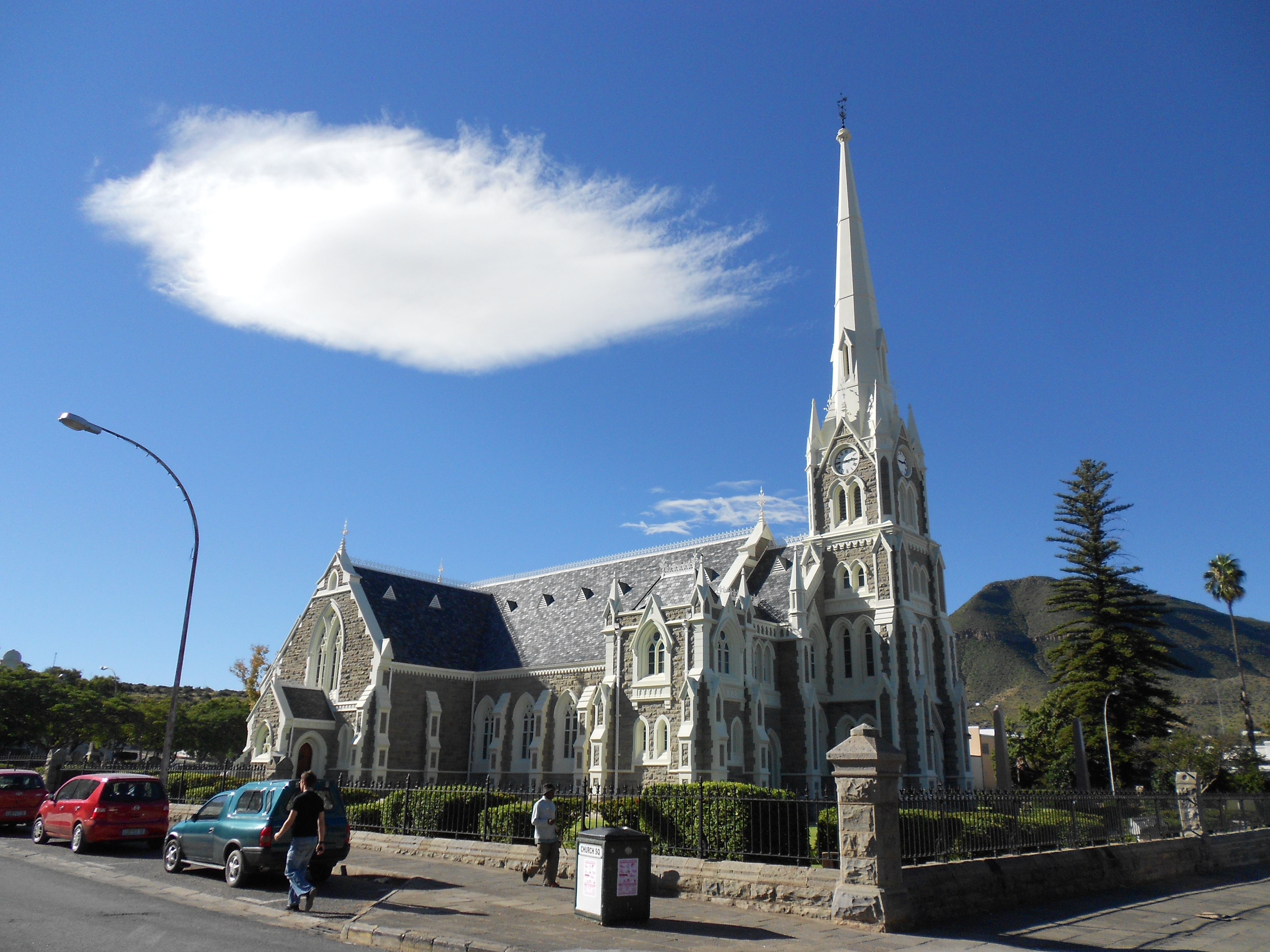
Église réformée néerlandaise de Graaff-Reinet (Cap-Oriental)

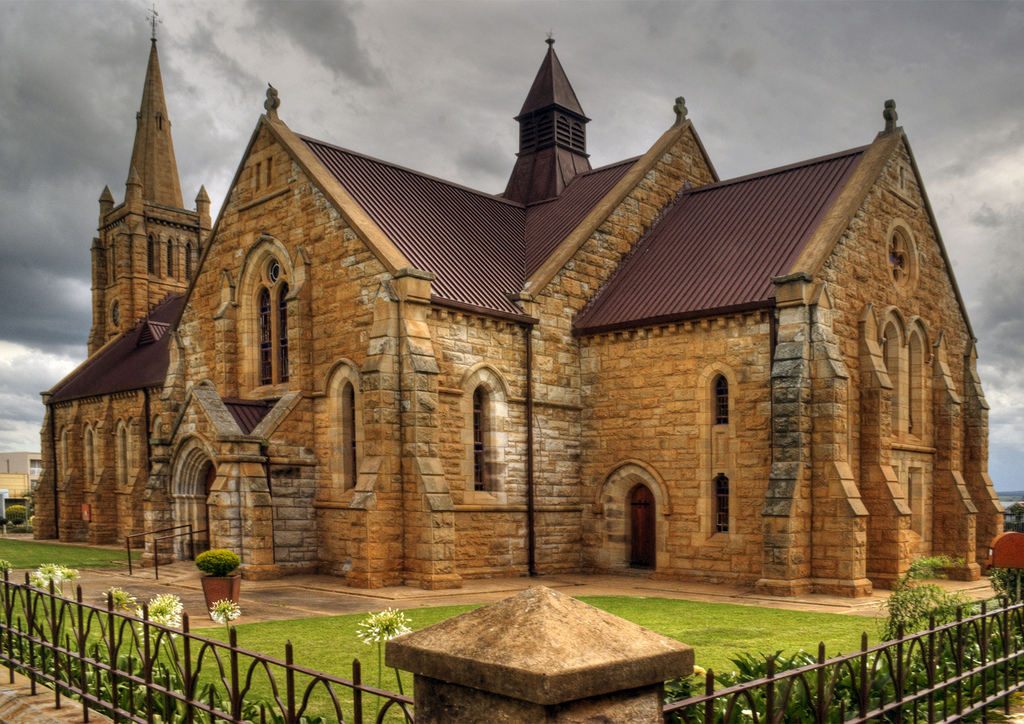
Église réformée néerlandaise de Vryheid, KwaZulu-Natal

En 1652, quand Jan van Riebeeck établit le relais commercial du Cap pour le compte de la Compagnie néerlandaise des Indes orientales, tous les employés de celle-ci étaient membres de l'Église réformée.
Ce n'est qu'en 1665 que débarque au Cap le premier pasteur de l'église réformée, Johan van Arckel. Un consistoire est alors établi en Afrique du Sud contrôlé par le presbytère d'Amsterdam.
En 1688, 228 réfugiés Huguenots, protestants français, renforcent la communauté calviniste. L'église réformée, église officielle de la colonie, garde son monopole jusqu'en 1780, date où le culte de l'Église luthérienne est autorisée car de nombreux employés de la compagnie néerlandaise sont des Allemands.
Durant tout le XVIIIe siècle, l'église réformée d'Afrique du Sud reste sous le contrôle de l'église réformée basée à Amsterdam. Les pasteurs sont chargés de l'enseignement et de la communion, événement majeur mobilisant la communauté des Boers.
L'occupation française des Pays-Bas suivie de l'occupation britannique de la colonie du Cap rompt les liens entre l'Église réformée et sa filiale sud-africaine. Quand ceux-ci sont finalement rétablis au bout de plusieurs années, ce sont des pasteurs écossais formés aux Pays-Bas qui sont envoyés prêcher en Afrique du Sud. En fait, le Royaume-Uni, nouvelle puissance tutélaire, espère se reposer sur cette institution religieuse qu'est l'Église réformée néerlandaise pour angliciser la communauté boer. L'anglais s'impose alors progressivement dans la liturgie.
L'expansion de la colonie vers l'intérieur des terres avait permis le développement d'un néo-calvinisme boer, adapté aux rudes conditions de vie et hors du contrôle de la métropole néerlandaise ou britannique. Le Grand Trek en 1835 par lequel 15 000 boers quittaient la colonie du Cap pour fonder leurs propres républiques allait définitivement assurer le développement d'une nouvelle église calviniste indépendante. En effet, en 1837, la NGK du Cap avait condamné le Trek et dénonçait l'attitude des Boers, accusés d'entrainer le déclin de la civilisation chrétienne et interdit à ses pasteurs d'accompagner les Voortrekkers livrés spirituellement à eux-mêmes.
La destinée religieuse des Voortrekkers est alors confiée aux patriarches qui font office de pasteurs et lisent la Bible tous les dimanches aux groupes, interprétant le destin du peuple Boer à la lumière des Saintes Écritures.
Des républiques boers sont ainsi fondées dans ce contexte au début des années 1850 alors que l'évolution des courants religieux aux Pays-Bas, traversés par des courants humanistes ou conservateurs, a également de profondes incidences en Afrique du Sud.
Si le contact avait finalement été établi entre les républiques boers et la NGK du Cap et qu'un pasteur des Pays-Bas, Dirk Van der Hoff, était parvenu à se faire accepter au Transvaal, les relations avaient été de nouveau rompues en 1856 avec la fondation au Transvaal de l'église réformée du Transvaal sous le nom de Hervormde Kerk.
Un courant fondamentaliste néanmoins émergea, les Doppers, qui fonde à son tour la Nederduitsch Hervormde Kerk reconnue église d'État de la république sud-africaine du Transvaal en 1860. Les doppers sont les premiers à croire en l'idée que les Boers sont aussi un peuple élu accomplissant sa destinée dans l'Histoire. La NHK subit néanmoins elle-aussi un schisme fondamentaliste avec la création à Rustenburg de la Gereformeerde Kerk van Suid-Afrika dirigé par Dirk Postma.
Toutes ces églises du Transvaal se réclament des concepts religieux d'Abraham Kuyper, un calviniste conservateur très engagé dans la politique néerlandaise (il sera premier ministre des Pays-Bas), fondateur d'une église séparatiste et de l'université libre d'Amsterdam, qui réaffirme le rôle des communautés religieuses en politique. Plus généralement, les églises réformées du Cap, du Transvaal et de l'État libre d'Orange voient dans le néo-calvinisme de Kuyper la restauration de la foi originelle et le retour aux Écritures saintes.
Ce néo-calvinisme va se répandre avec succès et contrer l'influence des méthodistes et des évangéliques britanniques de la colonie du Cap.
Ainsi, à la fin du XIXe siècle et tout au long du XXe siècle, trois églises réformées se partagent l'Afrique du Sud et la communauté blanche :
- la Nederduitsch Hervormde Kerk (l'Église réformée néerlandaise d'Afrique) : puissante au Transvaal, elle a pris naissance à Potchefstroom et est la plus conservatrice des églises afrikaners. Ses adhérents, les doppers, ne chantent pas d'hymnes. Ce fut l'église de Paul Kruger, le président du Transvaal.
- la Nederduits Gereformeerde Kerk (l'Église réformée néerlandaise ou Synode du Cap) : la plus importante et la plus influente. Puissante dans l'État libre d'Orange, elle est organisée sur une base fédérale. Elle est la plus libérale des trois églises bien que son rôle soit fondamental dans la mise en œuvre de l'apartheid.
- la Gereformeerde Kerk van Suid-Afrika se veut la filiale la plus directe de l'Église réformée des Pays-Bas.

Très proches les unes des autres, elles vont toutes trois jouer un rôle actif dans le développement du nationalisme afrikaner autour des concepts de peuple élu et de mission divine qui vont générer des comportements, des valeurs et des normes de conduite aboutissant à une politique dont l'apartheid est l'expression la plus achevée.
Au Cap, l'Église réformée néerlandaise avait ouvert des églises pour les noirs et les métis mais si la ségrégation raciale était la norme, les églises réformées blanches, métis et noires relevaient toutes trois de l'Église réformée unie d'Afrique australe. L'Église réformée du Cap se développa ainsi au Natal.
Après la seconde guerre des Boers (1899-1902), l'Église réformée du Cap joua un rôle important dans l'opposition à l'anglicisation forcée des Afrikaners. Ceux-ci étaient victimes de nombreuses mesures vexatoires comme l'interdiction de parler l'afrikaans dans les écoles ou les administrations publiques. Les pasteurs de l'Église réformée se firent alors les porte-paroles du mouvement identitaire afrikaner.
En 1949, le synode de la NGK exprime son soutien à la mise en place des lois d'apartheid.
En 1950, le congrès des trois églises réformées néerlandaises adopte le principe d'un apartheid géographique total, soit une division totale du pays.
Les liens entre l'Église réformée néerlandaise et le pouvoir afrikaner culminent sous le gouvernement de John Vorster (1966-1978), son frère, Koot Vorster, étant d'ailleurs un modérateur de la NGK.
En 1982, l'Église réformée néerlandaise est exclue de l'Alliance réformée mondiale, qui regroupe plus de 75 millions de protestants réformés dans cent pays du monde. Elle effectue un revirement théologique en 1986 en condamnant la ségrégation raciale. En 1989, elle refuse néanmoins à une courte majorité de considérer l'apartheid comme une hérésie ni de demander pardon aux branches métisses et noires de la NGK pour les avoir exclues.
En 1992, les Afrikaners fidèles à l'apartheid quittent la NGK et fondent l'Afrikaanse Protestante Kerk (APK) constituant une nouvelle église réformée.
En octobre 2015, lors d'un synode est votée la reconnaissance du mariage homosexuel par celle-ci avec 64 % de suffrages favorables en son sein.
Une nouvelle traduction, Die Bybel 'n Direkte Vertaling, a été publiée en novembre 2020. Il s'agit de la première traduction véritablement œcuménique de la Bible en afrikaans, à laquelle ont participé des traducteurs de diverses églises, dont les églises catholique romaine et anglicane.

## Pasteurs
- Andries Treurnicht
- Beyers Naudé